# Vestegnssamarbejdet
Vestegnssamarbejdet var et frivilligt kommunalt samarbejde mellem otte kommuner på Københavns Vestegn. De medvirkende kommuner var Albertslund, Brøndby, Glostrup, Hvidovre, Høje-Taastrup, Ishøj, Rødovre og Vallensbæk kommuner.
Samarbejdet blev etableret i som en fortsættelse af den i 1997 oprettede organisation Erhvervsknudepunkt for Hovedstadens Vestegn og havde to hovedformål:
- at markere kommunernes synspunkter.
- at skabe optimale betingelser for borgere og virksomheder i de samarbejdende kommuner.

Rødovre Kommune forlod Vestegnssamarbejdet med udgangen af 2007, og i 2011 meldte Høje-Taastrup Kommune sig ud af samarbejdet. I 2012 valgte de resterende seks kommuner, at Vestegnssamarbejdet blev fusioneret ind i Omegnskommunernes Samarbejde, og aktiviteterne i samarbejdet ophørte med udgangen af 2012.